# Оруджев, Эльшан Эльдар оглы
Эльшан Эльдар оглы Оруджев (азерб. Elşən Eldar oğlu Orucov; род. 14 января 1985, Баку) — азербайджанский актер, телеведущий.

## Биография
Родился 14 января 1985 года в Баку.
Окончил факультет театра и кино Азербайджанского государственного университета культуры и искусств.
С 2005 года работает на телеканале Azad Azərbaycan TV.
Снялся в ситкоме «Bozbash Pictures», где воплотил образ Fəlakət. 
В 2018 году представил зрителям художественный фильм «Fəlakət», сделавший его образ полюбившимся миллионам.
В 2018 году его пригласили в фильм «Тайсон», где он сыграл серьёзную роль.
В 2019 году начал вещание на YouTube с программой под названием «Fəlidən Doğru Xəbər» («Правдивые новости из Фали»).
С 2020 года Хазар ТВ начал транслировать передачи «Правдивых новостей из Фали» в эфире.

## Фильмография
1. англ. "Bozbash Pictures" (2011)
2. азерб. "Ay brilliant" (2015)
3. азерб. "Axırıncı yol" (2016)
4. азерб. "Palata 106" (2016)
5. азерб. "Stalinin başı" (2017)
6. азерб. "Bir Xalanın Sirri" (2018)
7. азерб. "Fəlakət" (2018)
8. азерб. "Tayson" (2018)
9. азерб. "Bombaltı" (2019)
10. азерб. "Fəlidən Doğru Xəbər" (передача, 2019 — 2023)